# Kanton Le Poiré-sur-Vie
Der Kanton Le Poiré-sur-Vie war von 1790 bis 2015 ein französischer Wahlkreis im Arrondissement La Roche-sur-Yon, im Département Vendée und in der Region Pays de la Loire; sein Hauptort war Le Poiré-sur-Vie.

## Gemeinden
Der Kanton Le Poiré-sur-Vie bestand aus acht Gemeinden:
| Gemeinde                | Einwohner Jahr | Fläche km² | Bevölkerungsdichte | Code INSEE | Postleitzahl |
| ----------------------- | -------------- | ---------- | ------------------ | ---------- | ------------ |
| Aizenay                 | 8.741 (2013)   | 81,06      | 108 Einw./km²      | 85003      | 85190        |
| Beaufou                 | 1.353 (2013)   | 29,06      | 47 Einw./km²       | 85015      | 85170        |
| Belleville-sur-Vie      | 3.857 (2013)   | 15,16      | 254 Einw./km²      | 85019      | 85170        |
| La Genétouze            | 1.822 (2013)   | 13,12      | 139 Einw./km²      | 85098      | 85190        |
| Les Lucs-sur-Boulogne   | 3.340 (2013)   | 53,15      | 63 Einw./km²       | 85129      | 85170        |
| Le Poiré-sur-Vie        | 8.298 (2013)   | 71,9       | 115 Einw./km²      | 85178      | 85170        |
| Saint-Denis-la-Chevasse | 2.235 (2013)   | 39,47      | 57 Einw./km²       | 85208      | 85170        |
| Saligny                 | 1.938 (2013)   | 23,36      | 83 Einw./km²       | 85279      | 85170        |

## Bevölkerungsentwicklung
| 1962   | 1968   | 1975   | 1982   | 1990   | 1999   | 2010   |
| ------ | ------ | ------ | ------ | ------ | ------ | ------ |
| 14.937 | 15.200 | 16.258 | 18.917 | 20.694 | 22.702 | 29.865 |